# CantAlguer
Lo CantAlguer és un concurs musical ideat de Claudio Gabriel Sanna i organitzat de Plataforma per la Llengua, destinat a descobrir i promoure nous talents de la música en alguerès. Lo concurs és obert a joves cantautors i grups musicals de l’Alguer, amb joves de 18 a 39 anys, amb l’objectiu de fer creixir la cançó algueresa entre les noves generacions i donar-li un públic catalanoparlant més ampli.
Entre los premis, lo CantAlguer ufri la producció de un EP i la possibilitat de fer concerts en esdeveniments importants com la Universitat Catalana d’Estiu (UCE) a Prada. Lo duo alguerés Gionta i Riccardo, vencedors de l’edició del 2023, van presentat les cançons del seu EP “Quan miraves a lluny” durant la XI Jornada Algueresa, en el marc de la UCE. El 2022 va guanyar Arbre del Peix.